# Time 100: Danh sách nhân vật ảnh hưởng nhất trên thế giới năm 2013
Danh sách nhân vật ảnh hưởng nhất trên thế giới năm 2013 là một bản danh sách bình chọn những nhân vật ảnh hưởng đến thế giới trong năm 2013 do tạp chí TIME (Mỹ), công bố vào năm 2013.

## Danh sách cụ thể

### Những nhà lãnh đạo và những nhà cách mạng
- Rand Paul[2]
- Noynoy Aquino[2]
- Barack Obama[2]
- Chris Christie[2]
- Hassan Sheik Mohamud[2]
- John Brennan[2]
- Park Geun-hye[2]
- Yair Lapid[2]
- Wayne Lapierre[2]
- Kamala Harris[2]
- Fethullah GULEN[2]
- Xi Jinping[2]
- Wilfredo De Jesús[2]
- Tom Coburn[2]
- Kim Jong Un[2]
- Abdullah Ocalan[2]
- Enrique Peña Nieto[2]
- Elena Kagan[2]
- Joe Biden[2]
- Susana Martinez[2]
- Mario Draghi[2]
- Joyce Banda[2]
- Giáo hoàng Phanxicô[2]

### Những người nổi tiếng trong thế giới nghệ thuật và giải trí
- Jennifer Lawrence[2]
- Christina Aguilera[2]
- Steven Spielberg[2]
- Jonathan Ive[2]
- Alex Atala[2]
- Ed Ruscha[2]
- Miguel[2]
- Mindy Kaling[2]
- Jenna Lyons[2]
- Bryan Cranston[2]
- George Saunders[2]
- Jimmy Kimmel[2]
- Wang Shu[2]
- Hilary Mantel[2]
- Frank Ocean[2]
- Jimmy Fallon[2]

### Những nhà xây dựng và những nhà sáng tạo
- Malala Yousafzai[2]
- Lena Dunham[2]
- Mario Balotelli[2]
- Peng Liyuan[2]
- Aung San Suu Kyi[2]
- Omotola Jalade-Ekeinde[2]
- Lindsey Vonn[2]
- Justin Timberlake[2]
- Gabrielle Giffords[2]
- Beyoncé[2]
- Daniel Day-Lewis[2]
- Kate Middleton[2]
- Michelle Obama[2]
- Li Na[2]

### Những nhà khoa học và những nhà tư tưởng
- Aamir Khan[2]
- Andrew Ng and Daphne Koller[2]
- Marissa Mayer[2]
- Hannah Gay, Katherine Luzuriaga và Deborah Persaud[2]
- Bassem Youssef[2]
- Joaquim Barbosa[2]
- Vrinda Grover[2]
- Perry Chen[2]
- Roya Mahboob[2]
- David Coleman[2]
- Travis Tygart[2]
- Eric Greitens[2]
- Andrew Sheng[2]
- Don Yeomans[2]
- Jared Cohen[2]
- Moncef Marzouki[2]
- Christopher Fabian và Erica Kochi[2]
- Kimberly Blackwell[2]
- Kai-Fu Lee[2]
- Mary Nichols[2]
- Peter Theisinger và Richard Cook[2]

### Những người hùng và những thần tượng
- Jay Z[2]
- Valerie Jarrett[2]
- Elon Musk[2]
- Oh-Hyun Kwon[2]
- Scooter Braun[2]
- Kevin Systrom[2]
- Michael Kors[2]
- Palaniappan Chidambaram[2]
- Ren Zhengfei[2]
- Ted Sarandos[2]
- Gina Rinehart[2]
- Markus Persson và Jens Bergensten[2]
- Igor Sechin[2]
- Tadashi Yanai[2]
- Sam Yagan[2]
- Shonda Rhimes[2]
- Lebron James[2]
- David Einhorn[2]
- Magnus Carlsen[2]
- Sheryl Sandberg[2]